# Mammillaria tetrancistra
Espèce
Classification phylogénétique
Statut de conservation UICN

 LC  : Préoccupation mineure
Statut CITES
Mammillaria tetrancistra est une espèce de plantes de la famille des Cactaceae.
Ce cactus est originaire du Mexique et du sud des États-Unis. Il croît en milieu désertique.

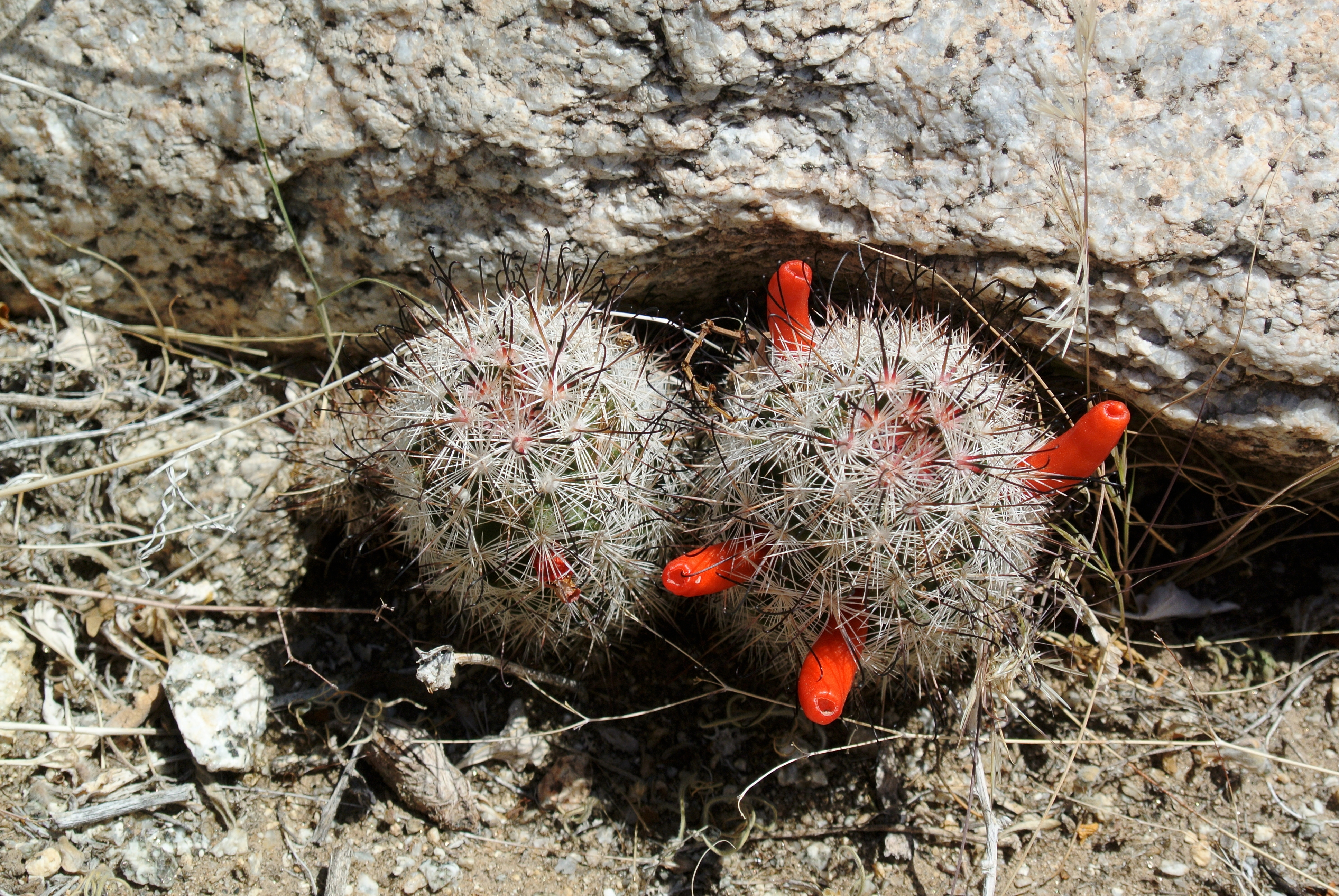
Mammillaria tetrancistra au sud de la Californie
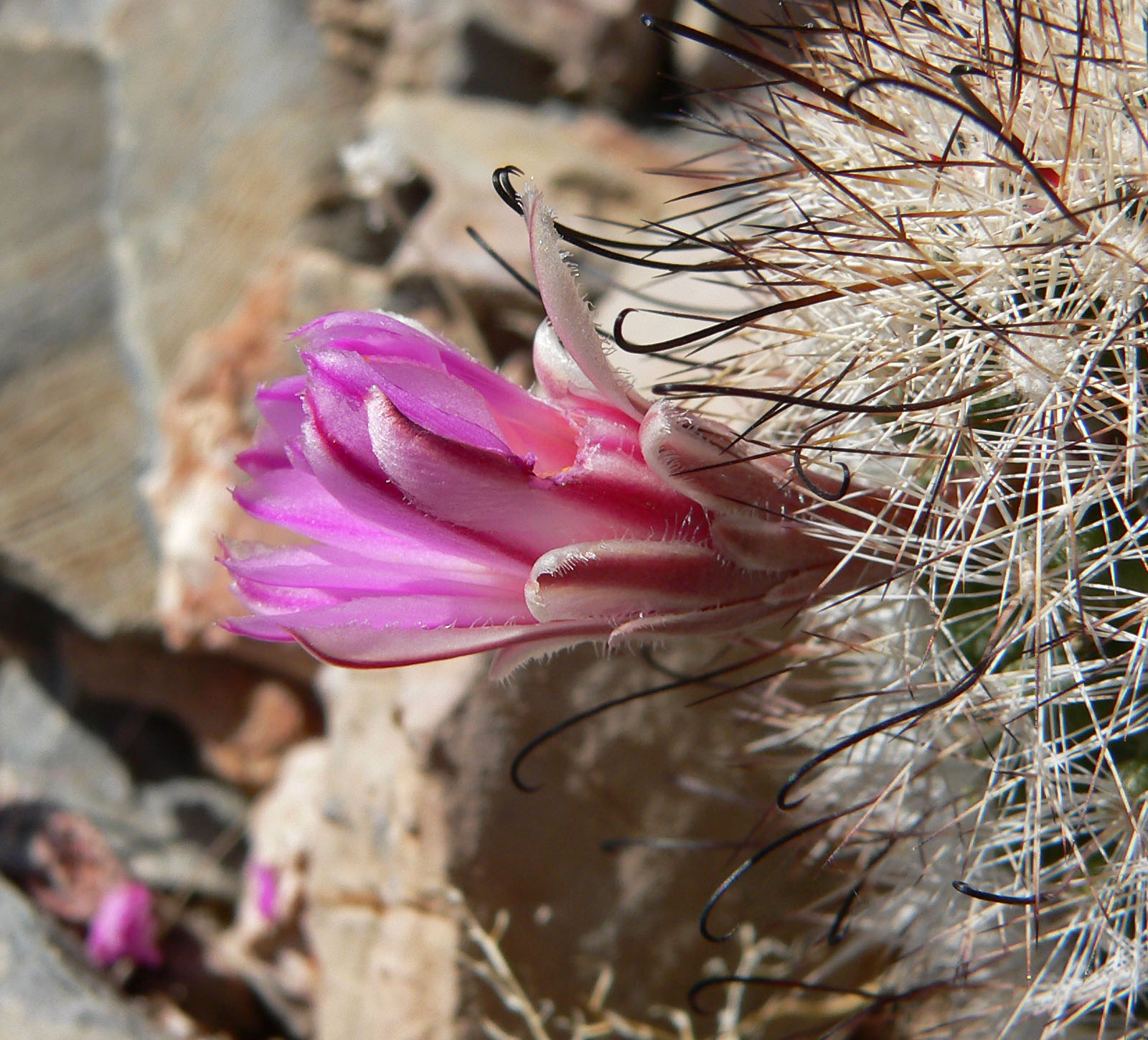
Fleur, Nevada